# Bucculatrix inusitata
Bucculatrix inusitata är en fjärilsart som beskrevs av Braun 1963. Bucculatrix inusitata ingår i släktet Bucculatrix och familjen kronmalar. Inga underarter finns listade i Catalogue of Life.